# Charlie Wilson's War
Charlie Wilson's War es una película estadounidense de 2007, dirigida por Mike Nichols. Está protagonizada por Tom Hanks, Julia Roberts y Philip Seymour Hoffman en los papeles principales.

## Sinopsis
Basada en hechos reales, se desarrolla en la década de 1980. El personaje central es el congresista estadounidense Charles Wilson (Tom Hanks) quien, desde el punto de vista americano ve la entrada del ejército soviético a Afganistán como un asunto trivial, si bien, al avanzar los acontecimientos, se da cuenta de que desde su nivel de poder político puede hacer cosas para evitar la victoria de los comunistas, contando con el apoyo de una mujer adinerada del estado de Texas, Joanne Herring (Julia Roberts), ferviente anticomunista. 
Al poder contar con la ayuda encubierta de los Estados Unidos, gracias al impulso de Wilson, que consigue, al aumentar repetidas veces la partida monetaria destinada a la zona en conflicto, armas de origen soviético de los enfrentados israelíes y árabes para así derribar a los helicópteros soviéticos, punto clave para Wilson, los rebeldes afganos logran vencer. Pero, como le recuerda el agente de la CIA que ha colaborado con él, Gust Avrakotos (Philip Seymour Hoffman), no bastan las buenas intenciones para ayudar a otros pueblos, sino que esta ayuda debe ser constante y permanente, lo que no ocurre en esta ocasión, pues, después de haber gastado cientos de millones de dólares en la guerra, el Congreso de los Estados Unidos le niega a Wilson un único millón de dólares para construir escuelas en la devastada Afganistán, donde casi la mitad de la población que sobrevive a la guerra es menor de edad, fácilmente influenciable por los fanáticos religiosos que él había financiado.

## Reparto
| Actor                  | Personaje             |
| ---------------------- | --------------------- |
| Tom Hanks              | Charlie Wilson        |
| Julia Roberts          | Joanne Herring        |
| Philip Seymour Hoffman | Gust Avrakotos        |
| Amy Adams              | Bonnie Bach           |
| Ned Beatty             | Doc Long              |
| Emily Blunt            | Jane Liddle           |
| Om Puri                | Presidente Zia        |
| Ken Stott              | Zvi                   |
| John Slattery          | Cravely               |
| Denis O'Hare           | Harold Holt           |
| Jud Tylor              | Crystal Lee           |
| Peter Gerety           | Larry Liddle          |
| Brian Markinson        | Paul Brown            |
| Christopher Denham     | Mike Vickers          |
| Tracy Phillips         | Danzarina del vientre |
| Wynn Everett           | Charlie's Angel       |
| Mary Bonner Baker      | Charlie's Angel       |
| Rachel Nichols         | Charlie's Angel       |
| Shiri Appleby          | Charlie's Angel       |

## Doblaje en España
| Actor                  | Actor de doblaje | Personaje              |
| ---------------------- | ---------------- | ---------------------- |
| Tom Hanks              | Jordi Brau       | Charlie Wilson         |
| Julia Roberts          | Mercedes Montalá | Joanne Herring         |
| Philip Seymour Hoffman | Juan Fernández   | Gust Avrakotos         |
| Amy Adams              | Graciela Molina  | Bonnie Bach            |
| Ned Beatty             | Joaquín Díaz     | Doc Lang               |
| Jud Tylor              | Joël Mulachs     | Crystal Lee            |
| Brian Markinson        | Jordi Ribes      | Paul Brown             |
| Peter Gerety           | Eduardo Muntada  | Larry Liddle           |
| Cyia Batten            | Gemma Ibáñez     | Stacey                 |
| Hilary Angelo          | Geni Rey         | Kelly                  |
| Joe Roland             | Xavier Fernández | McGraffin              |
| Terry Bozeman          | Ricky Coello     | Presentador del premio |
| Denis O' Hare          | Antonio Lara     | Harold Holt            |
| Spencer Garret         | Jordi Boixaderas | Miembro del comité     |

## Candidaturas y premios
Oscar
| Año  | Categoría              | Persona                | Resultado |
| ---- | ---------------------- | ---------------------- | --------- |
| 2008 | Mejor actor de reparto | Philip Seymour Hoffman | Candidato |

Globos de Oro
| Año  | Categoría                          | Persona                            | Resultado |
| ---- | ---------------------------------- | ---------------------------------- | --------- |
| 2008 | Mejor película - Comedia o musical | Mejor película - Comedia o musical | Candidato |
| 2008 | Mejor actor - Comedia o musical    | Tom Hanks                          | Candidato |
| 2008 | Mejor actor de reparto             | Philip Seymour Hoffman             | Candidato |
| 2008 | Mejor actriz de reparto            | Julia Roberts                      | Candidato |
| 2008 | Mejor guion                        | Aaron Sorkin                       | Candidato |

Premios BAFTA
| Año  | Categoría              | Persona                | Resultado |
| ---- | ---------------------- | ---------------------- | --------- |
| 2008 | Mejor actor de reparto | Philip Seymour Hoffman | Candidato |

53.ª edición de los Premios Sant Jordi
| Categoría                          | Persona                | Resultado |
| ---------------------------------- | ---------------------- | --------- |
| Mejor actor en película extranjera | Philip Seymour Hoffman | Ganador   |

Otros
- El premio WAFCA 2007: al mejor guion adaptado (Aaron Sorkin).

- El premio COFCA 2008: al actor del año (Philip Seymour Hoffman).

- El premio World Soundtrack 2008: al compositor de música de cine del año (James Newton Howard).